# Simone Pepe
Simone Pepe (Albano Laziale, 30. kolovoza 1983.) talijanski je umirovljeni nogometaš. Igrao je na poziciji krilnog napadača. Od 2008. do 2013. godine je Pepe nastupao za talijansku reprezentaciju.

## Klupska karijera
Pepe je rođen u Albano Lazialeu u općini blizu Rima. Karijeru je započeo u Romi, jednom od dva velika rimska kluba. U siječnju 2002. poslan je na posudbu u Lecco, a u lipnju 2002. Teramo.

### Palermo
U ljeto 2003. drugoligaš u usponu Palermo kupio je 50% Pepeovog ugovora od Rome za samo 1000 eura. Palermo je završio na prvome mjestu, a Pepe je te sezone zabio jedan pogodak. Palermo ga je u srpnju 2004. posudbio Piacenzi iz razloga što su u klubu mislili da Pepe treba sakupiti iskustva prije debija u prvoj ligi. Palermo je također tog ljeta otkupio i ostatak Pepeovog ugovora od Rome za nepoznat iznos.
U Piacenzi Pepe je zabio 12 golova u sezoni što mu je rekord. Vratio se u lipnju 2005. u Palermo kojeg je napustio najbolji strijelac Luca Toni. Šest je puta Pepe nastupio za Palermo prije nego što je otišao u zimskom prijelaznom roku.

### Udinese
Pepe se priključio Udineseu s još dvojicom suigrača iz Palerma. Za Udinese je nastupio samo šest puta bez zabijenog pogotka prije nego što je posuđen Cagliariju u srpnju 2006. Napokon je zabio svoj prvi pogodak u Serie A 18. studenoga 2006. protiv svog bivšeg kluba Palerma, pogodak u zadnjoj minuti koji je odlučio pobjednika.
Udinese je prije početka nove sezone pružio Pepeu novi ugovor do ljeta 2012, a nakon što je Asamoah Gyan napustio Udinese 2008. godine Pepe je postao prvotimac.

### Juventus
Dana 9. lipnja 2010. Juventus je objavio dovođenje Pepea za 2,6 milijuna eura s pravom otkupa i plaćanja dodatnih 7,5 milijuna. Nakon loše sezone po Juventus i razočaravajućeg 7. mjesta čelnici kluba odlučuju iskoristiti pravo otkupa te Pepe postaje i službeno član Juventusa.
Tijekom ljeta 2011. pisalo se u novinama o njegovom mogućem odlasku, ali novi trener Juventusa Antonio Conte uvjerio je Pepea da ostane. Pepe je u novu sezonu odlično ušao, savršeno se uklopivši u Conteov sistem igre te je igrao mnogo ofanzivnije nego prije. U prvih 10 utakmica zabio je 4 gola te je njima pridodao dvije asistencije. 29. studenoga 2011. u sjajnom slalomu s polovice igrališta kada je prešao nekoliko igrača Napolija zabio je pogodak koji je Juventusa ostavio jedinom neporaženom momčadi u Italiji. Pepe je nakon pogotka Napoliju zabio i u sljedeće dvije utakmice, za vodstvo protiv bivšeg kluba Palerma u utakmici koju je Juventus na kraju pobijedio 3:0 te pogodak Laziu u gostima koji je donio Juventusu minimalnu pobjedu od 1:0. Tada je Pepe po prvi puta u karjeri zabio u tri uzastopne utakmice.

## Reprezentativna karijera
Pepe je nastupao za talijanske reprezentacije za igrače do 17, 19 i 20 godina starosti. Iako nije imao dobru prvu sezonu u Serie A pozvan je 2006. godine na europsko prvenstvo za igrače do 21 godine starosti, ali nije igrao na samom prvenstvu. Prvi nastup za talijansku reprezentaciju zabilježio je 11. listopada 2009. protiv Bugarske u kvalifikacijskoj utakmici za Svjetsko prvenstvo 2010.

## Trofeji
Juventus
- Serie A: 1

2011./12.
- Talijanski Superkup: 1

2012.